# Porto delle Grazie

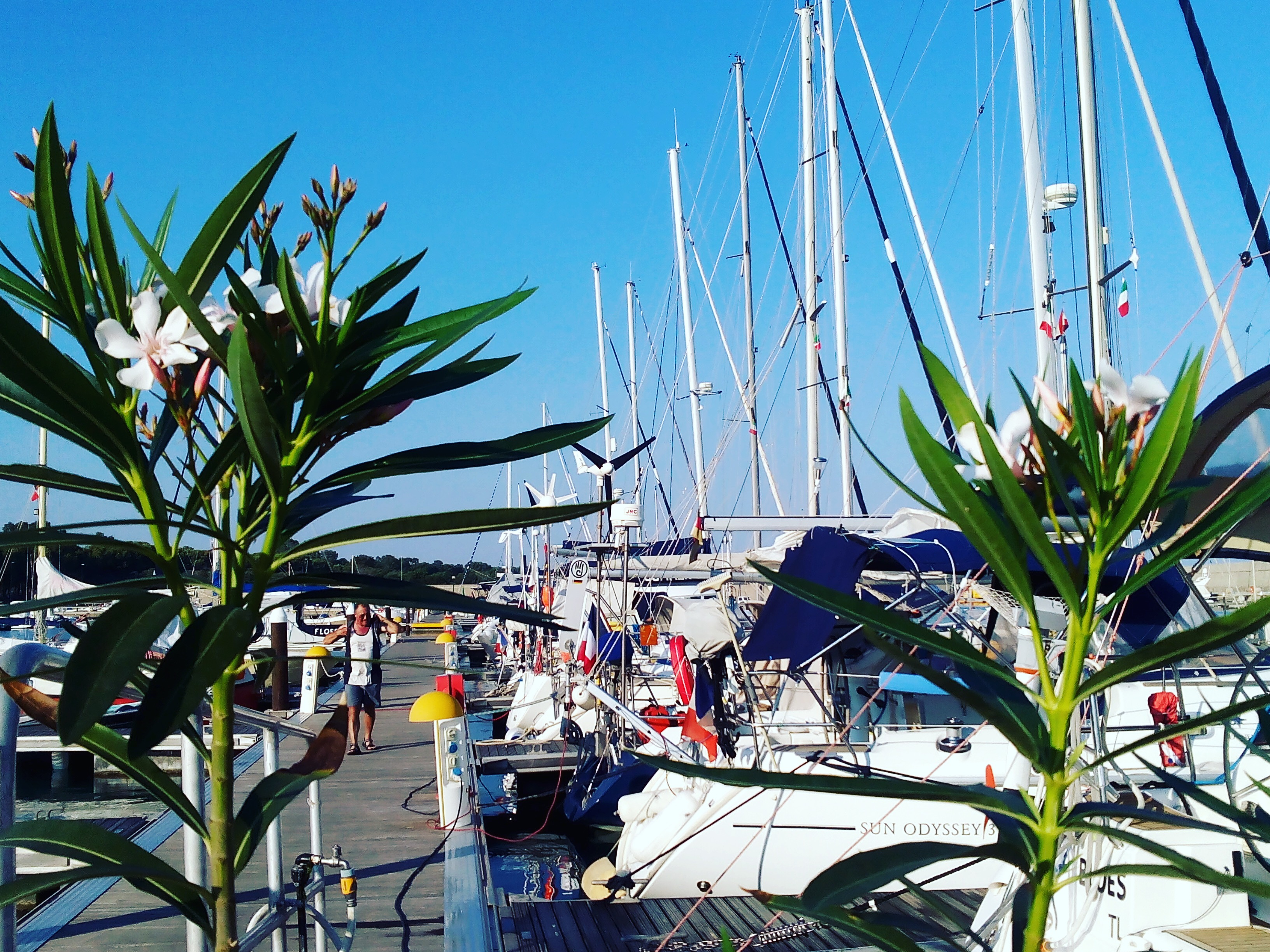
Porto delle Grazie - Marina di Roccella

Porto delle Grazie, Marina di Roccella est le port touristique et balnéaire de Roccella Ionica en Italie.

## Infrastructure
Le port est protégé par deux brise-lames de chaque côté de l’entrée d’orientation Ouest (dragué en 2016 profondeur 4 à 5 mètres), débouchant sur l’avant-port où se situe la station de carburant, un quai d’accostage, une pente de mise à l’eau et une darse de manutention pour le levage des bateaux 
Le port dispose de 450 places, quai et Catway, dont chaque poste est équipé d’eau et d’électricité et accepte des embarcations jusqu'à 44 mètres maximum.

## Situation géographique
Porto delle Grazie est une station touristique et balnéaire dont la situation géographique peut la qualifier de pôle central idéal pour les navigateurs voyageant en Méditerranée et principalement par sa proximité, pour ceux désirant voyager vers la Sicile ou la Grèce et relier des destinations comme la Céphalonie, Corfou ou Lefkas.
La marina est reliée au centre-ville de Roccella Ionica par une route avec piste cyclable qui longe le bord de mer. Un service de taxi est également possible très facilement.
Pour de plus longs trajets, elle se situe à égale distance des aéroports de Lamezia Terme et de Reggio Calabria. En outre, les 42 municipalités de la Locride environnante sont facilement accessibles par les transports publics et privés (train et autocars).  

## Activité nautique
Sans oublier la plongée sous marine, Porto delle Grazie se situe dans un environnement favorable à la baignade par une nouvelle fois l’obtention du Pavillon Bleu 2016, et ceci pour la quatorzième année consécutive ainsi que les 5 voiles pour la deuxième année consécutive également. Porto delle Grazie est parmi les 19 sites italiens seulement à recevoir le prestigieux prix.  

## Actualité
Le 12 juillet 2016, l'équipe FBDesign a marqué le record de la traversée, Monte-Carlo - Roccella Ionica - via Venezia. L'équipage a fait une escale de ravitaillement dans la Marina.